# Watsoniasläktet
Watsoniasläktet (Watsonia) är ett släkte i familjen irisväxter med cirka 58 arter från södra Afrika. 